# 塞莱什泰
塞莱什泰，是匈牙利沃什州所辖的一个村，总面积20.75平方公里，总人口694，人口密度33.4人/平方公里（2010年1月1日）。